# Ajuntament de la Jonquera
L'Ajuntament de la Jonquera és el consistori del municipi de la Jonquera inclòs en l'Inventari del Patrimoni Arquitectònic de Catalunya. A la llinda de la porta d'entrada trobem la data "1751".

## Descripció
És una casa de planta rectangular que consta de planta baixa i pis, situada al centre del poble. A sobre d'aquest i només ocupant la meitat de l'espai total de la planta s'aixeca una altra estança, a manera de golfes, amb un ample finestral que dona a la façana principal (plaça). L'altra meitat de l'espai queda terrassada. L'edifici té dos crugies paral·leles a la façana principal; la de Llevant està dividida en tres estances cobertes per voltes de llençol suportades per parets de pedra, mentre que la de ponent està coberta per un porxo de pedra grassa. A la banda de migdia hi ha un pas porxat. Tot l'exterior ha estat arrebossat a excepció dels emmarcaments de les portes fets amb carreus ben escairats. A la part superior del pis trobem com a motius decoratius tres óculs cecs i una petita fornícula.